# Műkorcsolya az 1908. évi nyári olimpiai játékokon
Az 1908. évi nyári olimpiai játékokon a műkorcsolya versenyszámait Londonban rendezték október 28. és 29. között. Két férfi, egy női és a páros versenyszámban osztottak érmeket.
A műkorcsolya először szerepelt az olimpiai játékok programjában. 1924-től a sportág átkerült a téli olimpiák műsorába.

## Részt vevő nemzetek
A versenyeken 6 nemzet 21 sportolója vett részt.
- Egyesült Államok (USA) (1)
- Argentína (ARG) (1)
- Nagy-Britannia (GBR) (11)
- Németország (GER) (3)
- Oroszország (RUS) (1)
- Svédország (SWE) (4)

## Éremtáblázat
(A rendező nemzet eltérő háttérszínnel, az egyes számoszlopok legmagasabb értéke, vagy értékei vastagítással kiemelve.)
| Az 1908. évi nyári olimpiai játékok éremtáblázata műkorcsolyában | Az 1908. évi nyári olimpiai játékok éremtáblázata műkorcsolyában | Az 1908. évi nyári olimpiai játékok éremtáblázata műkorcsolyában | Az 1908. évi nyári olimpiai játékok éremtáblázata műkorcsolyában | Az 1908. évi nyári olimpiai játékok éremtáblázata műkorcsolyában | Olimpia  |
| ---------------------------------------------------------------- | ---------------------------------------------------------------- | ---------------------------------------------------------------- | ---------------------------------------------------------------- | ---------------------------------------------------------------- | -------- |
|                                                                  | Ország                                                           | Arany                                                            | Ezüst                                                            | Bronz                                                            | Összesen |
| 1.                                                               | Nagy-Britannia (GBR)                                             | 1                                                                | 2                                                                | 3                                                                | 6        |
| 2.                                                               | Svédország (SWE)                                                 | 1                                                                | 1                                                                | 1                                                                | 3        |
| 3.                                                               | Németország (GER)                                                | 1                                                                | 1                                                                | 0                                                                | 2        |
| 4.                                                               | Oroszország (RUS)                                                | 1                                                                | 0                                                                | 0                                                                | 1        |
|                                                                  |                                                                  |                                                                  |                                                                  |                                                                  |          |
| Összesen                                                         | Összesen                                                         | 4                                                                | 4                                                                | 4                                                                | 12       |

## Érmesek
| Az 1908. évi nyári olimpiai játékok érmesei műkorcsolyában |                                                   |                                                           |                                                  |
| Versenyszám                                                | Arany                                             | Ezüst                                                     | Bronz                                            |
| Férfi                                                      | Ulrich Salchow · Svédország (SWE)                 | Richard Johansson · Svédország (SWE)                      | Per Thorén · Svédország (SWE)                    |
| Férfi, különleges figurák                                  | Nyikolaj Panyin-Kolomenkin · Oroszország (RUS)    | Arthur Cumming · Nagy-Britannia (GBR)                     | Geoffrey Hall-Say · Nagy-Britannia (GBR)         |
| Női                                                        | Madge Syers · Nagy-Britannia (GBR)                | Elsa Rendschmidt · Németország (GER)                      | Dorothy Greenhough-Smith · Nagy-Britannia (GBR)  |
| Páros                                                      | Németország (GER) · Anna Hübler · Heinrich Burger | Nagy-Britannia (GBR) · Phillys Johnson · James H. Johnson | Nagy-Britannia (GBR) · Madge Syers · Edgar Syers |